# Велюнд
Ве́люнд, Во́ланд, Велу́нд (англ. Wayllend) — персонаж міфів та літератури в Європі. Спочатку — бог-коваль. Після того, як язичництво було витіснено християнством, він, як й багато інших язичницьких богів, набуває бісівських рис, перетворившися на Сатану або ж його найближчого поплічника.
Воланд-диявол християнського часу успадкував від коваля багато рис: загадкову могутність, контроль над вогнем, а також кульгавість, яка має ту саму природу, що й кульгавість бога-коваля Гефеста, оскільки серед давніх племен багато представників цієї професії володіли фізичними вадами.
Інші варіанти написання: Weyland, Wayland, Weland, Watlende, Wieland, Wiolant, Woland, Veland.
Фігурує в декількох літературних творах, наприклад — давньоскандинавській «Пісні про Велюнда» в «Старшій Едді» (записана XIII століття), «Фаусті» Гете, «Пакові зі Схилів» Кіплінга. Його ім'я прислужилось прототипом для Воланда з «Майстра та Маргарити» Булгакова.

## Дохристиянський період
Спочатку — персонаж скандинавських легенд. Британський Веланд (Weyland, Wayland, Weland, Watlende) був міфічним богом-ковалем англо-саксонського пантеону, який потрапив до Британії разом з переселенцями з племені саксів. Він ототожнювався з північним персонажем на ім'я Völundr, героєм давньоскандинавської «Пісні про Велюнда» (Völundarkviða) в «Старшій Едді».

### Пісня про Велюнда
У Велюнда, князя альвів (тобто ельфів), сина конунга фінів, було два брати — лучник Еґіль (Egil, Agilaz) та Слаґфід (Slagfiðr, Slagfid, Slagfinn). За однією з версій міфу, ці три брати жили з трьома валькіріями, яких звали Йольрун (Ölrún), Альвіт (Alvitr) та Гладгуд Свангвіт Лебединобіла (Svanhvít). За дев'ять років діви покинули своїх коханих. Два брати Велюнда послідували за ними, й ніколи не повертались. За іншою версією, Велюнд одружився з лебединою дівою Гервер Прекрасною (Hervör), яка народила йому сина Гейме (Heime), а тоді покинула його. Але за обидвома версіями, його кохані залишали йому перстень, а згідно з першим міфом, він потім викував 700 дублікатів цього персня.
Потім, поки він спав, його полонив конунг Світеда (Швеції) Нідуд (Nidud), володар Ньярів. Він покалічив його, зробивши кульгавим, й ув'язнив на острові Севарстед (Sævarstöð). Там його змушували кувати для короля різноманітні предмети. Перстень його дружини віддали королівській доньці Бедвільд (Bödvild), а сам король носив його меч. Аби помститися, Велюнд вбив синів короля, коли вони його таємно відвідали, й виготовив з їх черепів чаші, з очей — коштовності, а з зубів — брошки. Чаші він надіслав королю, коштовності — королеві, а брошки — принцесі. Коли королівська донька принесла йому для ремонту свій перстень, він узяв його, зґвалтував її, зачавши сина, а по тому втік за допомоги виготовлених ним крил.

### Англійська традиція
Англійці пов'язують Велюнда з поховальним курганом в Оксфордширі (історично в Беркширі), так званим Вейланд Сміті, Wayland's Smithy («Кузня Вейланда»). Ця пам'ятка була названа так саксами, але сам курган — мегалітичний, тобто відноситься до набагато ранішого періоду. Завдяки цій асоціації в народному сприйнятті між схилом й богом-ковалем існувало повір'я, що якщо залишити на ніч поруч коня та срібну монету, на ранок кінь буде підкованим.
Вейланд — відомий коваль. У відгалуженнях міфу йому приписували й створення меча короля Артура — Екскалібура, й мечів Зіґфріда, Беовульфа, (ще й інших персонажів). Тобто ім'я Вейланда стало знаком якості. Своїй майстерності він вчився в коваля-наставника Міміра та гномів з гори Каллав. Особисте ім'я одного зі створених ним мечів — Мімунг.

### Інші джерела
В англійському фрагменті «Вальдере» (X—XI ст.) Велюнд згадується як бітько Віттіґа (Witga, Witege), який фігурував у «Ґетиці» Йордана та німецьких переказах про Дітріха Бернського. Крім того, історія про Велюнда (Велента) присутня у «Сазі про Тедрека» (кін. XIII в.), складеній переважно на ґрунті нижньонімецьких джерел.
Вважається, що ілюстрації до переказу про Велюнда — це зображення на так званій Клермонській скрині, яка зберігається в Британському музеї та датується VII—IX століттями.

## Новий Час

### Метаморфоза образу
З розповсюдженням християнства в Європі образ Велюнда зазнав тих самих змін, що й багато інших богів язичницького пантеону, перетворившися з персонажа божественного на фольклорного або ж демонічного.
Перетворення його саме на чорта, а не на яку-небудь особу нейтральнішу, пов'язано з тим, що в північній міфології Велюнд був ковалем. Коваль — професія архетипічна. В давнину ковалі часто вважалися шаманами, пізніше — чарівниками, пов'язаними з дияволом, темними силами. Вони володіли таємними знаннями, викликали страх в оточуючих. Додаткова риса: в «Старшій Едді» Велюнд — князь альвів, народу ельфів, ставлення до яких в християнському світі також було підозріливим.
Відбиток «ковальського» минулого помітно в образі диявола — загадковість, контакт з вогнем, фізичні вади.

### Класична література
Гете при створенні своєї трагедії «Фауст» використав давню середньовічну легенду про доктора Фаустуса, який продав душу дияволу. Чорт виступає під іменем «Мефістофель». Але в одній зі сцен Мефістофель представляється Воландом, звідки це ім'я й перейшло до булгаківського роману.
В Гете це ім'я згадується лише одного разу й у перекладах зазвичай не відбивається. Мефістофель так себе називає у сцені Вальпургієвої ночі, вимагаючи в нечисті дати дорогу: «Дворянин Воланд йде!» («Junker Voland kommt!»).
В «Казках Старої Англії» Редьярда Кіплінга існує оповідання «Меч Віланда», де Кіплінг повертається до класичного скандинавського образа Велюнда. Шекспірівський ельф Пак оповідає, як грізний знову прибулий на острови бог Віланд стає дрібним англійським божком Вейландом. Врешті-решт Віланд змушений працювати ковалем при дорозі, підковуючи коней смертним людям. В цьому епізоді використовуються легенда про курган Вейланд Сміті.

### Булгаківський диявол
Булгаков використовує застосоване Гете німецьке ім'я для свого персонажа, нагороджуючи ним класичного європейського Сатану. При створенні образу князя темряви М. О. Булгаков орієнтувався на класичну німецьку традицію, в тому числі й у вимові імені. Атрибутика його Воланда складалась, окрім усього іншого, під впливом Мефістофеля з трагедії Й. Гете «Фауст» та заснованій на ній однойменній опері Ш. Гуно. Опис Воланда: «… на жодну ногу змальовуваний не кульгав, й зросту був не маленького й не великого, а просто високого. Що стосується зубів, то з лівої сторони в нього були платинові коронки, а з правої — золоті. Він був у дорогому сірому костюмі, в закордонних, під колір костюму, туфлях. Сірий берет він хвацько заломив на вухо, під пахвою ніс тростину з чорним верхів'ям у вигляді голови пуделя. На вигляд — років сорока з вершком. Рот якийсь кривий. Поголений гладко. Брюнет. Праве око чорне, ліве чомусь зелене. Брови чорні, але одна вища від іншої.»
В коментарі перекладач наступним чином пояснив німецьку фразу «Junker Voland kommt»: «Юнкер означає знатну особу (дворянина), а Воланд було одним з імен диявола. Головне слово „Faland“ (що значило ошуканець, лукавий) вживалося вже давніми письменниками в розумінні чорта».
Булгаков використав й це останнє ім'я: після сеансу чорної магії службовці Театру Варьєте намагаються згадати ім'я мага: «Во… Здається, Воланд. А може, й не Воланд? Може, Фаланд».
В редакції роману «Майстер та Маргарита» 1929—1930 рр. ім'я Воланд відтворювалось повністю латинкою на його візитівці: «D-r Theodor Voland». В кінцевому тексті Булгаков від латинки відмовився: Іван Бєздомний на Патріарших запам'ятовує лише початкову літеру прізвища — W («дубль-ве»).
Така заміна оригінального V («фау») не є випадковістю. Німецьке «Voland» вимовляється як Фоланд, а російською початкове «еф» у такому поєднанні створює комічний ефект, та й вимовляється важко. Мало підходив би тут й німецький «Faland». З російською вимовою — Фаланд — справа була краща, але виникала непотрібна асоціація зі словом «фал» (ним позначалася мотузка, якою підіймають на суднах вітрила та реї) й деякими його жаргонними похідними. До того ж Фаланд в поемі Гете не зустрічався, а Булгакову хотілося саме з «Фаустом» пов'язати свого сатану, хай навіть названим ім'ям, не надто відомим російській публіці. Рідкісне ім'я потрібне було для того, аби не обізнаний на демонології середньостатистичний читач не одразу б здогадався, хто такий Воланд.

## Літературні твори
- Давньоскандинавська «Пісня про Велюнда» в «Старшій Едді». (Рукопис XIII ст., усна традиція давніша)
- Давньоанглійська поема «Деор»
- «Сага про Тедрека», кін. ХІІІ ст.
- «Фауст» Гете. (1-а ч. — 1808, 2-а ч. — 1825-31)
- «Меч Віланда» в «Казках Старої Англії», Редьярд Кіплінга.
- Драма «Велюнд-коваль» данського письменника Драгмана Гольгера. (1894)
- «Майстер та Маргарита» Булгакова.
- «Кульгавий коваль» Марії Семенової.

### Велюнд в поп-культурі
- Компанія Weyland-Yutani — це мегакорпорація в фільмі Alien ("Чужий") та його сиквелах. Засновник компанії Чарльз Бішоп Веланд.
- Weyland Smith згадується в романі Ніла Ґеймена «Зоряний пил».
- Велюнд — ім'я Місяця, місце дій в одному з романів Пола Андерсона про Фландрі. Курган Воланда згадується в повісті «Королева вітрів та темряви».
- Виланд — одне з імен бога-коваля Іль-Марінена в книзі Роберта Говарда «Мечі Пурпурового королівства».
- Велуд — друїд з книги «Життя перевертня» Івана Кононенко. Швидше за все, він теж має якесь відношення до попередніх персонажів.
- Велунд — Коваль — один з другорядних героїв у серії коміксів «Fables», є головою ферми.
- Волунд — Коваль — головний герой технічної демо-версії «Blacksmith» грального двигуна Unity.